# Mariene provincie Transitioneel Java
De Mariene provincie Transitioneel Java (27) (Engels: Java Transitional marine province) is een biogeografische provincie en ligt in het oosten van de Indische Oceaan in het Marien rijk Centrale Indo-Pacific. De mariene provincie is vastgesteld door het World Wide Fund for Nature en The Nature Conservancy en is vernoemd naar Java.
In het noordwesten grenst het gebied aan de mariene provincie Andamanen (24), in het noorden aan de mariene provincie Sundaplat (26) en in het oosten aan de mariene provincie Westelijke Koraaldriehoek (30).

## Geografie
De mariene provincie ligt voor de zuidwestkust van Indonesië en rond de Cocoseilanden en Christmaseiland, beide een extern territorium van Australië.

## Biogeografie
Het gebied kent zeeleven dat houdt van tropische temperaturen.

## Mariene ecoregio's
Deze mariene provincie bestaat uit 2 mariene ecoregio's:
- Mariene ecoregio Zuidelijk Java (119)
- Mariene ecoregio Cocos-Keeling/Christmaseiland (120)